# George, 2. Duke of Cambridge

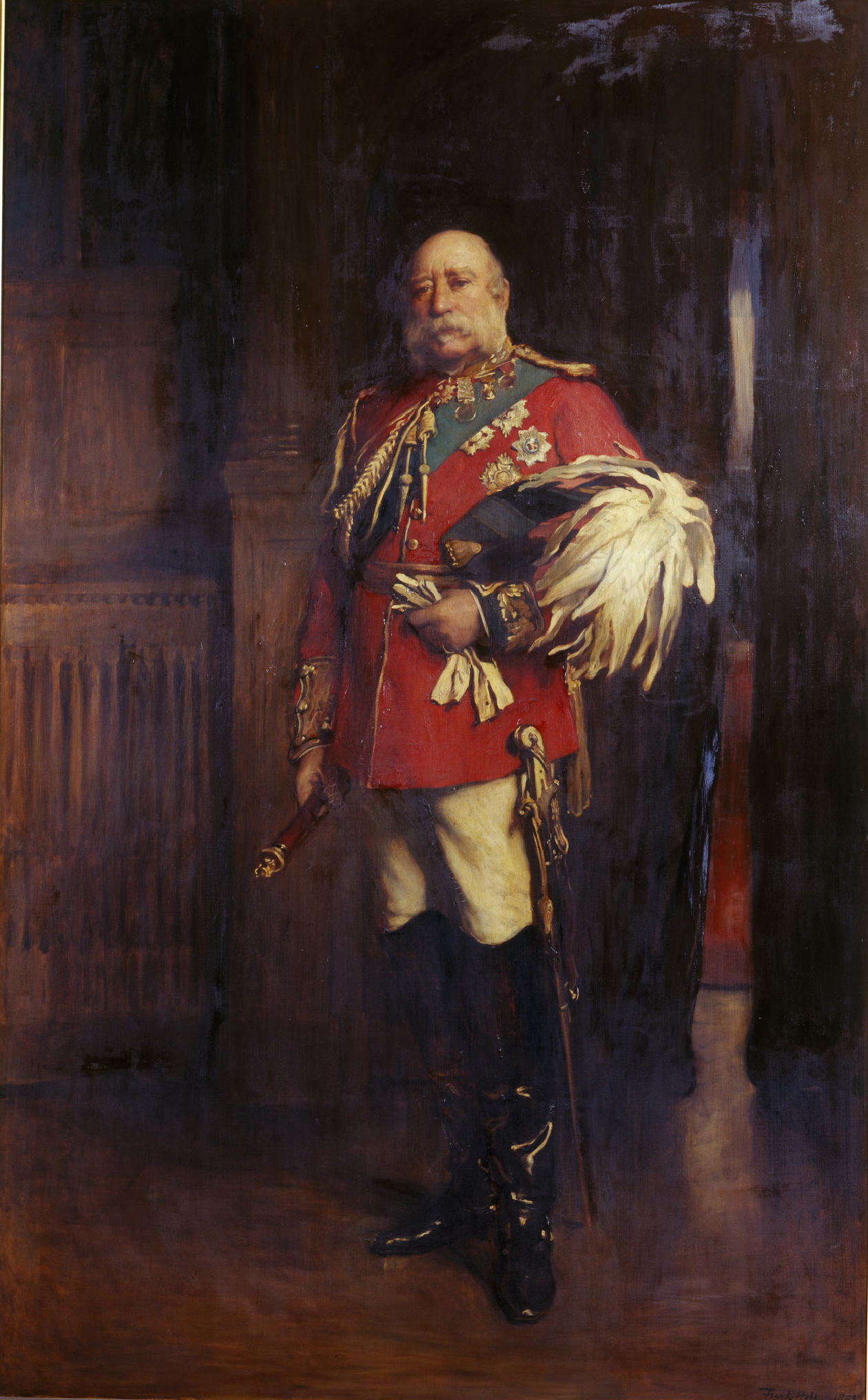
George, 2. Duke of Cambridge; Gemälde von Frank Holl

Prinz George William Frederick Charles, 2. Duke of Cambridge KG KT KP GCB GCH GCSI GCMG GCIE GCVO KJStJ (* 26. März 1819 in Hannover; † 17. März 1904 in London) war ein britischer Feldmarschall und Oberbefehlshaber der Armee.

## Leben
George William Frederick Charles war Sohn von Prinz Adolphus Frederick, 1. Duke of Cambridge, und Prinzessin Auguste von Hessen-Kassel. Als Enkel König Georgs III. war er seit Geburt Prinz von Großbritannien und Irland, sowie Prinz von Hannover und führte wie alle männlichen Welfen den Titel Herzog zu Braunschweig und Lüneburg. Er war väterlicherseits ein Cousin ersten Grades der britischen Königin Victoria (1819–1901) sowie des hannoverschen Königs Georg V. (1819–1878).
Er wurde zunächst in Hannover von Hauslehrern erzogen. Nach einem kurzen Dienst als Oberst in der Armee Hannovers, trat er im November 1837 als Brevet-Colonel in die British Army ein. 1838 bis 1839 diente er im Stab der Truppen in Gibraltar. Danach diente er als Offizier des 12th Royal Regiment of Lancers in Irland. Am 15. April 1842 wurde er zum Lieutenant-Colonel des 8th Regiment of (Light) Dragoons befördert. Am 25. April 1842 wurde er zum Colonel des 17th Regiment of (Light) Dragoons (Lancers) ernannt und hatte dieses Amt bis 1852 inne. 1842 bis 1845 diente er im Stab der Truppen auf den Ionischen Inseln. Im Mai 1845 wurde er zum Major-General befördert. 1852 bis 1854 war er Inspekteur der Kavallerie.
Beim Tod seines Vaters im Juli 1850 erbte er dessen britische Adelstitel als 2. Duke of Cambridge, 2. Earl of Tipperary und 2. Baron Culloden und wurde dadurch Mitglied des House of Lords.
Bei Ausbruch des Krimkrieges wurde der Duke of Cambridge zum Kommandeur der 1. Infanteriedivision ernannt und im Juni 1854 zum Lieutenant-General befördert. Er nahm mit dieser an den Schlachten an der Alma, bei Balaklawa und bei Inkerman teil. Anschließend kehrte er nach Großbritannien zurück. Im Juli 1856 wurde er zum General befördert und zum Oberbefehlshaber der britischen Armee ernannt. Als Oberbefehlshaber war er der führende Militärberater des Kriegsministers und arbeitete in dieser Stellung für eine verbesserte Ausrüstung der Truppe und für die Errichtung stehender Lager. Von 1852 bis 1861 war er Colonel der Scots Fusilier Guards, ab 1861 bis zu seinem Tod Colonel der Grenadier Guards. Am 9. November 1862 erfolgte seine Ernennung zum Field Marshal. Das Amt des Oberbefehlshabers legte er am 1. November 1895 nieder.
Der Duke heiratete am 8. Januar 1847 seine Mätresse, die bürgerliche Schauspielerin Sarah Fairbrother. Da er nicht zuvor um die erforderliche Genehmigung bei der Königin nachgesucht hatte, verstieß die Eheschließung gegen den Royal Marriages Act 1772, so dass die Ehe nach britischem Recht als nicht existent galt. Die Frau des Duke, die 1890 starb, durfte daher keinen Titel führen, sie verwendete fortan den Familiennamen „FitzGeorge“. Das Paar hatte drei Kinder, von denen zwei bereits vor der Eheschließung geboren wurden:
- George William Adolphus FitzGeorge (1843–1907), Colonel der 20th Hussars, ⚭ 1885 Rosa Frederica Baring;
- Sir Adolphus Augustus Frederick FitzGeorge (1846–1922), Rear-Admiral der Royal Navy, ⚭ (1) 1875 Sophia Jane Holden, ⚭ (2) 1920 Margaret Beatrice Daisy Watson;
- Sir Augustus Charles Frederick FitzGeorge (1847–1933), Colonel der 11th Hussars.

George William Frederick Charles, 2. Duke of Cambridge, starb am 17. März 1904 in London. Da er ohne legitime Erben starb, erlosch der Titel des Duke of Cambridge. Dieser wurde erst 2011 wieder an Prinz William neu verliehen.

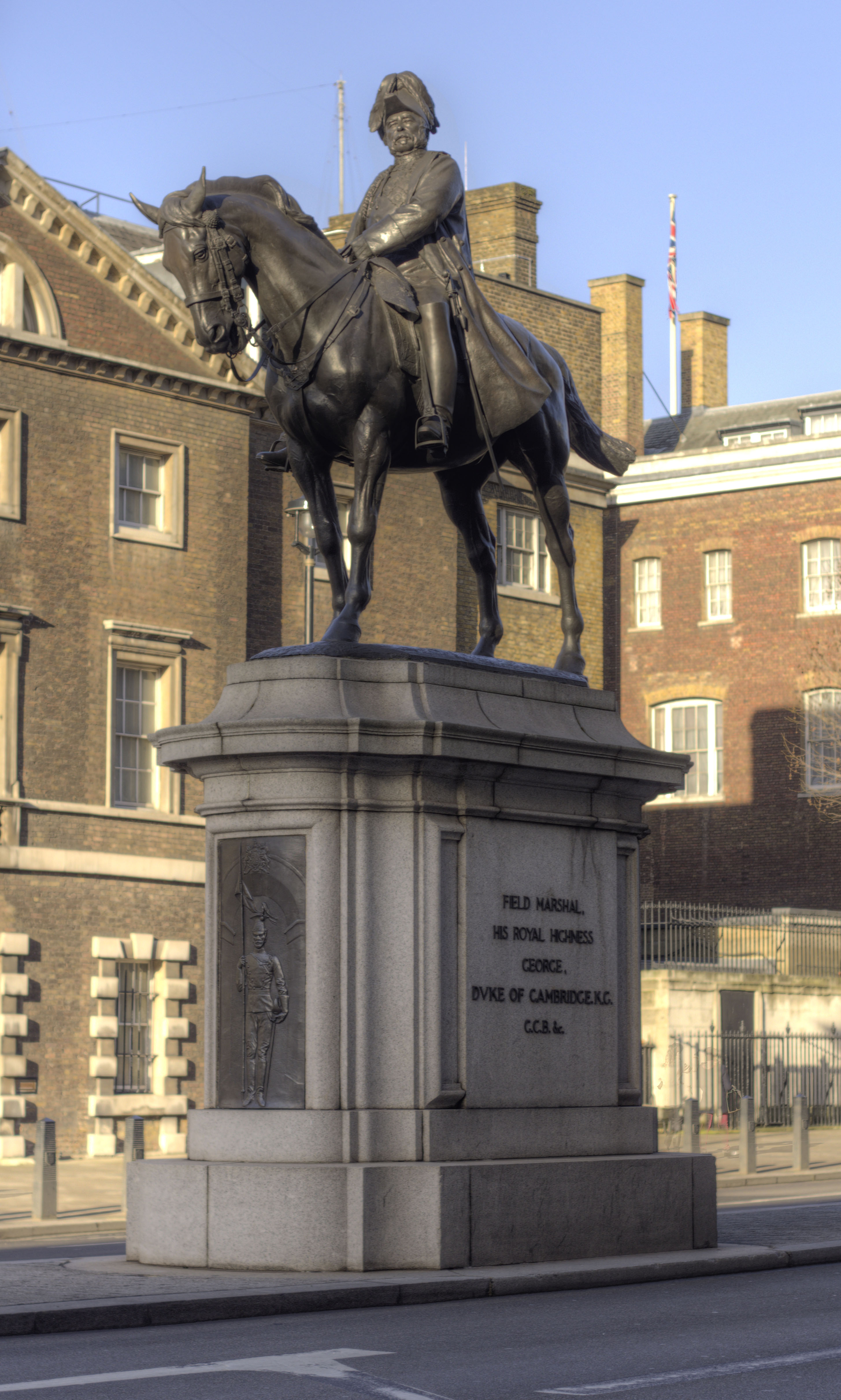
Reiterstandbild des Duke of Cambridge in Whitehall, London

1907 wurde vor dem War Office in Whitehall, London, ein Reiterstandbild von George errichtet. Nach George ist die 1864 gegründete Stadt Cambridge in Neuseeland benannt.